# Ana Garcés
Ana Garcés (Valladolid, 9 maggio 2000) è un'attrice spagnola, nota per aver interpretato il ruolo di Mariana "Jana" Expósito nella soap La promessa (La promesa).

## Biografia
Nata nel 2000 a Valladolid, nella comunità di Castiglia e León (Spagna), Ana Garcés oltre allo spagnolo, parla fluentemente l'inglese. Nel 2018 ha seguito un corso di recitazione presso l'accademia delle arti dello spettacolo di Bratislava e nel 2019 si è diplomata presso la scuola d'arte della sua città natale. Dal 2018 al 2021 ha frequentato la facoltà d'arte drammatica presso la scuola di recitazione della sua città natale, e una volta terminati gli studi ha conseguito la laurea. Dopo la laurea, per realizzare il sogno di diventare un'attrice di successo, ha deciso di trasferirsi a Madrid, dove ha preso parte a vari casting con il sostegno dell'agenzia Kailash.
Ha iniziato a recitare in diversi spettacoli come El diluvio que viene, Don Juan (musical), Fuegos, La gaviota, Estrellas, The Seagull e Friday. Nel 2018 ha partecipato al videoclip Guerra y Humo di Ecos de la Hysteria. Nello stesso an ha recitato nei cortometraggi Alicia diretto da Gonzalo Quincoces, Muerte en Vida e La respuesta. Nel 2019 ha ricoperto il ruolo di Duena 3 nel cortometraggio Señoras de Sijena diretto da Tomás Generelo.
Nel 2021 ha interpretato il ruolo di Lili nel cortometraggio Los comedores de loto diretto da Enrique García-Vázquez. Per quest'ultimo ruolo ha vinto il premio come Miglior interpretazione. L'anno successivo, nel 2022, ha interpretato il ruolo di Nuria nel cortometraggio Quizás mañana diretto da Lucía Lobato. Nello stesso anno fa parte del cast del film televisivo ¡Sálvese quien Putin! diretto da José Mota e Isaac Cantero.
A Madrid, per guadagnarsi da vivere, ha iniziato a lavorare come commessa in un negozio di abbigliamento, dove è rimasta per nove mesi fino ad essere selezionata per un casting. Nel 2023, dopo aver superato quest'ultimo casting, è stata scelta da TVE per interpretare il ruolo della protagonista Mariana "Jana" Expósito nella soap opera in onda su La 1 La promessa (La promesa), insieme agli attori Eva Martín, Manuel Regueiro e Arturo García Sancho. Nel 2025 ha abbandonato la soap, in seguito alla morte del suo personaggio. Per quest'ultima interpretazione, nel 2023, ha vinto il Premio Águila de Oro come Miglior attrice. Nel 2024 è stata inclusa nel cast del film Gallo rojo diretto da Enrique García-Vázquez. Nello stesso anno ha vinto il premio cinema-teatro-fiction come Protagonista femminile al Grand Prix Corallo per sua interpretazione ne La promessa.

## Filmografia

### Cinema
- Gallo rojo, regia di Enrique García-Vázquez (2024)

### Televisione
- ¡Sálvese quien Putin!, regia di José Mota e Isaac Cantero – film TV (2022)
- La promessa (La promesa) – soap opera, 553 episodi (La 1, 2023-2025)

### Cortometraggi
- Alicia, regia di Gonzalo Quincoces (2018)
- Muerte en Vida (2018)
- La respuesta (2018)
- Señoras de Sijena, regia di Tomás Generelo (2019)
- Los comedores de loto, regia di Enrique García-Vázquez (2021)
- Quizás mañana, regia di Lucía Lobato (2022)

### Videoclip
- Guerra y Humo di Ecos de la Hysteria (2018)

## Teatro
- El diluvio que viene di Pietro Garinei, Sandro Giovannini e Iaia Fiastri, presso il Cia Siluetas (2014-2017)
- Don Juan (musical) di Molière, adattamento di Carlos Martín Sañudo (2016-2017)
- Fuegos di Lorenzo Mattotti, diretto da Nina Reglero, presso La Nave Teatro Calderón di Valladolid (2016-2017)
- La gaviota di Anton Čechov (2018)
- Estrellas, presso il Cia Siluetas (2019)
- The Seagull, diretto da Matus Bachynec (2019)
- Friday, diretto da Marta Gómez (2020)

## Doppiatrici italiane
Nelle versioni in italiano dei suoi film e delle sue serie TV, Ana Garcés è stata doppiata da:
- Luisa D'Aprile[39] ne La promessa[40]

## Riconoscimenti
- Grand Prix Corallo
  - 2024 – Vincitrice del premio cinema-teatro-fiction come Protagonista femminile per la soap opera La promessa (La promesa)[38]
- Premio Águila de Oro
  - 2023: Vincitrice come Miglior attrice per la soap opera La promessa (La promesa)[34][35]

Altri premi
- 2022: Vincitrice come Miglior interpretazione per il cortometraggio Los comedores de loto[2]